# Hasegau
Der Hasegau war ein mittelalterlicher Gau in Nordwestdeutschland im Bereich der Hase, einem Nebenfluss der Ems. Nachbargaue waren der Lerigau, der Dersagau und der Venkigau.

## Geschichte
Abt Gerbert Castus leitete um 800 n. Chr. von Visbek aus die Christianisierung der Sachsen u. a. im Hasegau ein. Die Pfarrkirche in Löningen ist eine Gründung Visbeker Missionare. Zuvor waren ab 780 n. Chr. von Karl dem Großen Missionssprengel zur Christianisierung der unterworfenen Sachsen errichtet worden, von denen die „cellula fiscbechi“ (Visbek) laut Urkunde Ludwigs des Frommen vom 1. September 819 einen bildete. Diese Urkunde wird jedoch inzwischen als Totalfälschung aus dem späten 10. Jahrhundert angesehen. Spätestens ab dem Jahre 855 unterstand durch eine Schenkung Ludwigs des Deutschen der Missionsbezirk Hasegau dem Kloster Corvey.
Zum Hasegau gehörten Essen (Oldenburg), Lastrup, Lindern, Löningen, Menslage und Borg (heute Ortsteil von Menslage). Hauptort war Löningen. Missionarskirche und Hauptkirche für den Hasegau war die Pfarrkirche St. Vitus in Löningen.